# Orchis subpatens
Orchis subpatens là một loài thực vật có hoa trong họ Lan. Loài này được E.G.Camus mô tả khoa học đầu tiên năm 1928.